# إليزابيث ولس غالوب
إليزابيث ولس غالوب (بالإنجليزية: Elizabeth Wells Gallup)‏ هي صحفية أمريكية، ولدت في 1848، وتوفيت في 1934.